# Give
Give é um município da Dinamarca, localizado na região sudeste, no condado de Vejle.
O município tem uma área de 403,10 km² e uma  população de 14 090 habitantes, segundo o censo de 2005.